# 百英雄傳
《百英雄传》是一部2024年4月23日發售的角色扮演游戏。游戏由Rabbit & Bear工作室开发并由505 Games发行。它由科乐美幻想水浒传系列创作者村山吉隆制作，并被视为精神续作。

## 开发和发布
《百英雄传》由科樂美《幻想水浒传》系列创作者村山吉隆领导开发。村山在科樂美任职期间曾执导过《幻想水浒传》和《幻想水滸傳II》，但在2002年《幻想水滸傳III》发行前不久离开了公司。
《百英雄传》通过众筹平台Kickstarter进行项目众筹。该筹款活动于2020年7月27日开始，并在3到4小时内即筹集到超过50万美元的资金，满足了基本筹款要求并超出了最初设定的所有目标。最终，该游戏共收得4万6307名支持者，筹集到454万1481美元，成为Kickstarter历史上筹款金额第三高的电子游戏，仅次于《莎木3》和《血污：夜之仪式》。
《百英雄传》在2021年E3游戏展上亮相，并登陆任天堂Switch、PlayStation 4、PlayStation 5、Windows、Xbox One和Xbox Series X/S。游戏原定于2022年10月在全球发布，后因2019冠状病毒病疫情而推迟。该游戏后定于2023年发布，但再次推迟至2024年。在2023年9月的任天堂直面会上，该游戏被确认将于4月23日发布。《百英雄传：崛起》作为本作的序章，已于2022年5月在同一平台上发布。《百英雄傳》同時也是村山吉隆最後的遺作。